# Kozietulszczyzna

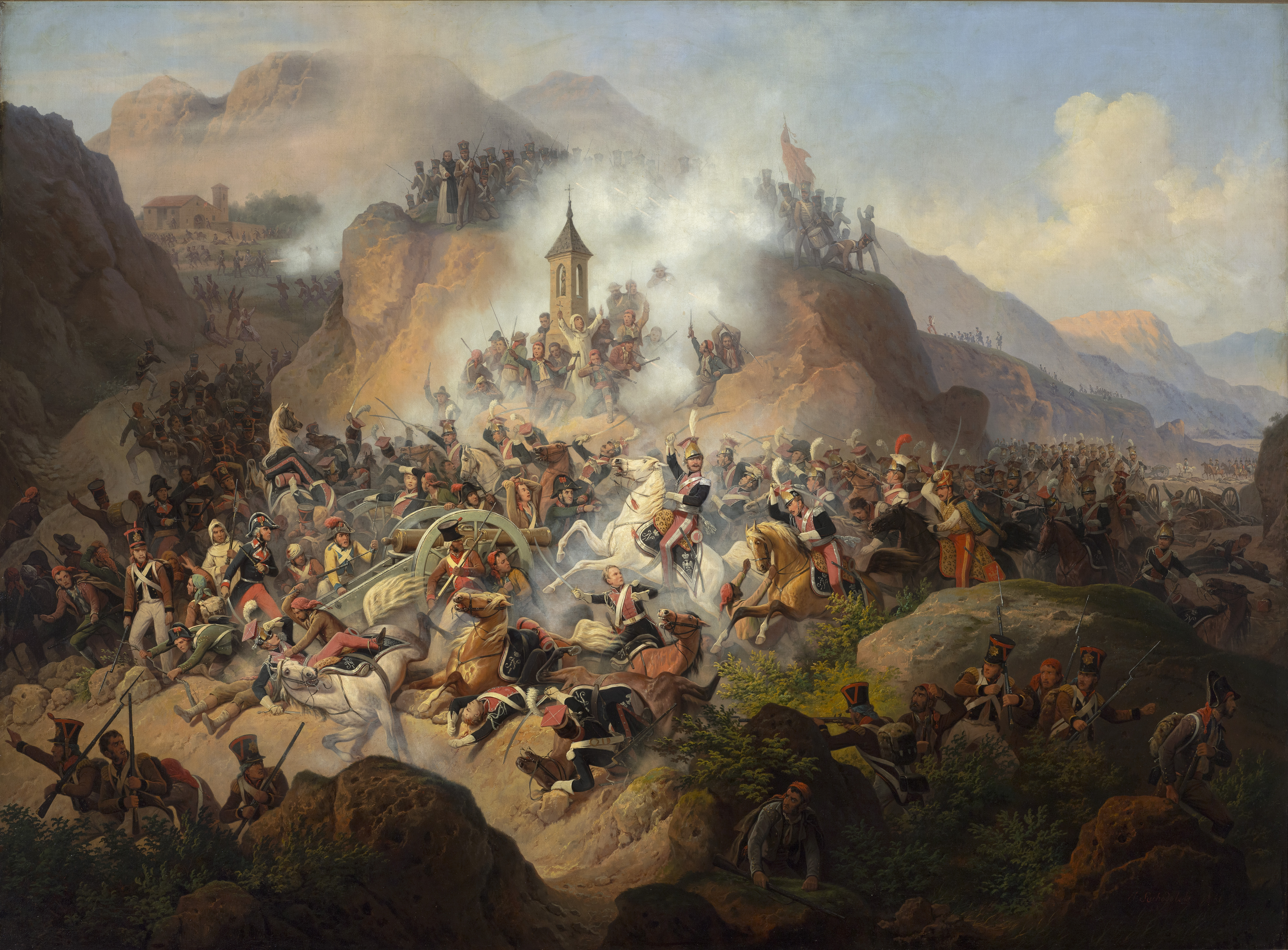
Obraz Januarego Suchodolskiego Bitwa pod Somosierrą

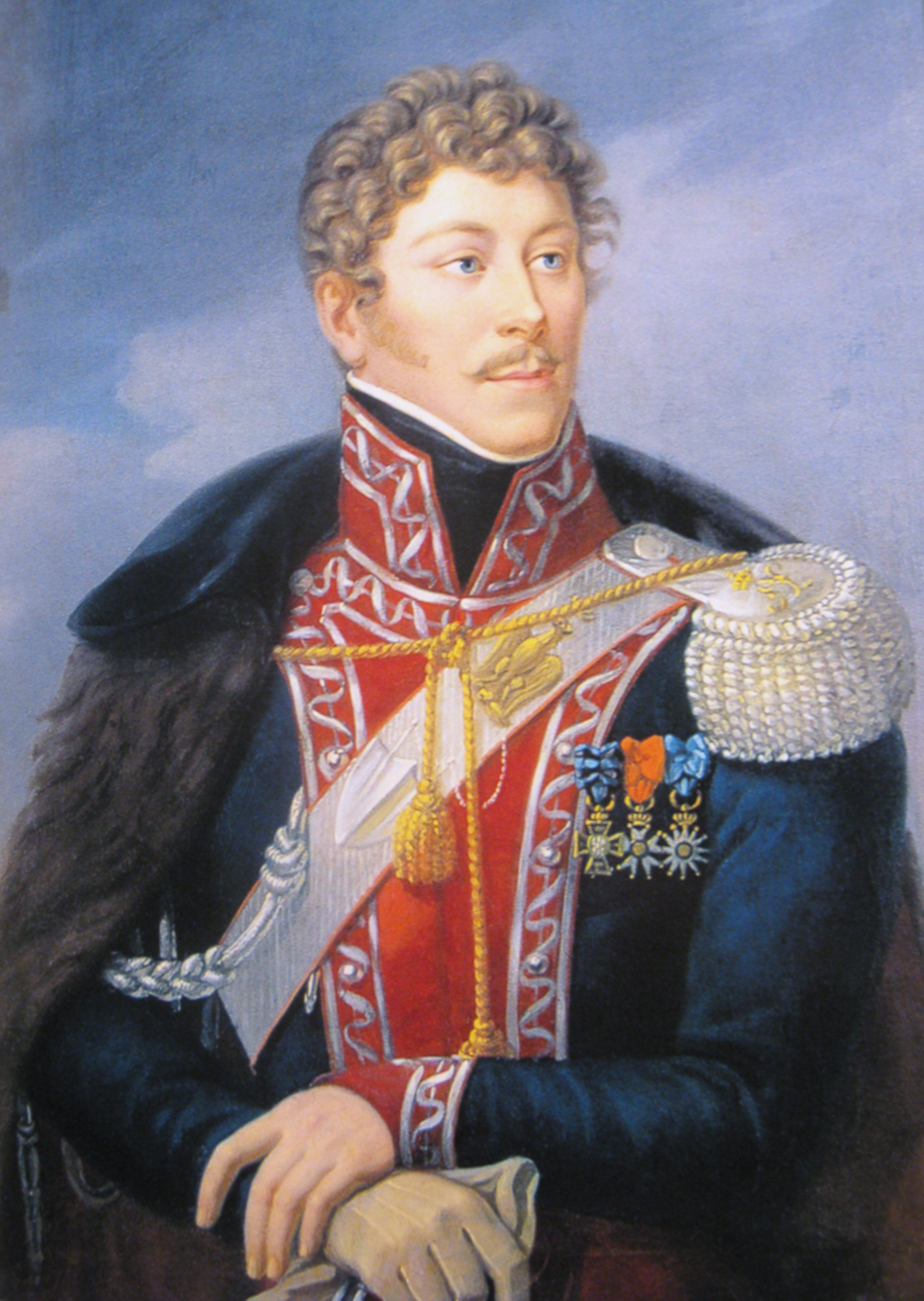
Jan Leon Kozietulski

Kozietulszczyzna (termin bliskoznaczny: bohaterszczyzna) – termin powstały od nazwiska Jana Leona Kozietulskiego (który 30 listopada 1808 roku dowodził w bitwie pod Somosierrą szarżą szwadronu polskich szwoleżerów), oznaczający niepotrzebną, jakoby właściwą Polakom, skłonność do brawury i osiągania mało znaczących zwycięstw kosztem ogromnych strat.

## Historia pojęcia
Termin ten został stworzony na kanwie dyskusji nad filmem Popioły Andrzeja Wajdy, gdzie przedstawiono scenę bitwy pod Somosierrą będącą artystyczną wizją reżysera. 
Znani publicyści jak: Krzysztof Teodor Toeplitz, Kazimierz Koźniewski, Zygmunt Kałużyński, Stefan Bratkowski, na łamach ówczesnej prasy kulturalnej i codziennej („Polityka”, „Kultura”, „Życie Literackie”, „Przekrój”, „Szpilki”, „Życie Warszawy”) ośmieszali i wyszydzali wydarzenia i postaci (m.in. księcia Józefa Poniatowskiego) z historii Polski używając terminów: kozietulszczyzna, bohaterszczyzna, kabotyństwo (Stefan Bratkowski: „...co te bohaterskie niedouki jak Kozietulski mogłyby zrobić dla kraju – w kraju?”). Tego szyderczego określenia używano w różnych kontekstach społecznych np. „Kozietulscy za kierownicą” – o podobnym znaczeniu jak współczesne hasło „Stop wariatom drogowym” (Przekrój). 
Obrony krytykowanych postaci i sensowności ich działań (m.in. wskazując na bezsens porównań przykładających współczesne znaczenie do broni historycznej np. – „z kosą na armaty” – powstanie kościuszkowskie, „z dubeltówką na karabiny” – powstanie styczniowe) podjął się w wydanej w 1962 roku książce „Siedem polskich grzechów głównych” i w innych publikacjach historyk, członek PZPR płk Zbigniew Załuski, zarzucając twórcom pojęcia "kozietulszczyzna" ignorancję, nieznajomość historii i historycznych militariów, broniąc postawy m.in. Kozietulskiego i księcia Poniatowskiego.
W połowie lat sześćdziesiątych XX wieku zaczął ukazywać się cykl napoleoński Mariana Brandysa („Kozietulski i inni”, „Koniec świata szwoleżerów”, „Oficer największych nadziei”), przybliżająca czasy Księstwa Warszawskiego i epoki napoleońskiej, stanowiący polemikę z pojęciem „kozietulszczyzny”.
Również współcześnie ukazują się artykuły powielające krytykowane przez Załuskiego przykładanie pojęć XXI-wiecznych do militariów XIX wieku, a mające dowieść, że minione pokolenia Polaków zachowywały się nieodpowiedzialnie.

## Literatura
- Zbigniew Załuski: Siedem polskich grzechów głównych; Nieśmieszne igraszki. Warszawa: Wydawnictwo MON, 1985. ISBN 83-11-06415-6. Brak numerów stron w książce
- Marian Brandys: Kozietulski i inni. Warszawa: ISKRY, 1982. ISBN 83-207-0463-4. Brak numerów stron w książce